# Nina ou la Folle par amour
Pour le ballet, voir Nina ou la Folle par amour (ballet).
Pour les articles homonymes, voir Nina.
Nina ou la Folle par amour est un drame lyrique de Nicolas Dalayrac en un acte et en prose mêlé d’ariettes du livret de Marsollier, créé le 15 mai 1786 à l’Opéra-Comique (salle Favart).

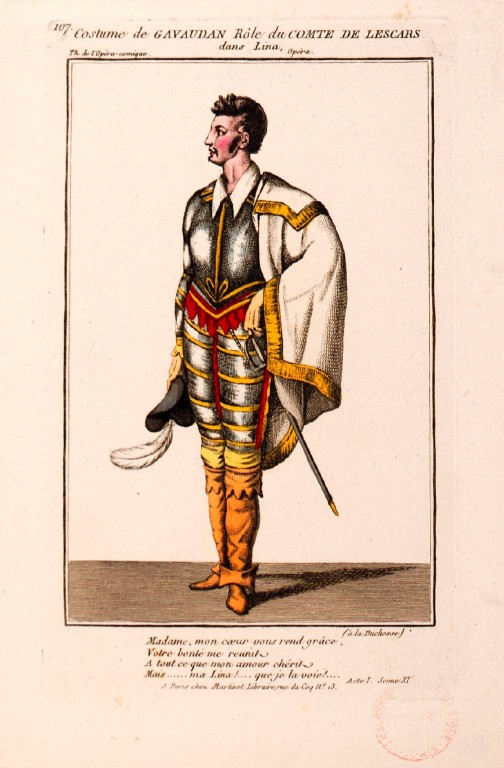
Jean-Baptiste-Sauveur Gavaudan dans Nina ou la folle par amour (1820).

## Synopsis
Nina perd son amant qui s’est battu en duel. Elle en devient folle. Celui-ci réapparaît et lui redonne la raison.

## Représentation
La première représentation a eu lieu au théâtre privé de Choisy chez le duc de Coigny.
À la suite d’une souscription (due également à la situation financière difficile de Mlle Guimard) à la tête de laquelle se trouvait le comte d’Artois, une seconde représentation a été produite sur le théâtre de mademoiselle Guimard,,.

## Analyse
D’emblée, on considère que le sujet est inspiré d’une histoire vraie. De fait, « parmi les manuscrits autographes de Dalayrac, figurait le texte de La Folle de Saint-Joseph. Anecdote qui a fourni le sujet de Nina ou la Folle par amour. ». Dalayrac passe de la comédie joyeuse au genre sentimental. « Même si l’idée de mettre en scène une folle n’était plus en 1786 une nouveauté, l'on comprend que Marsollier et Dalayrac étaient inquiets de l’accueil qui serait réservé à leur Nina : leurs craintes étaient si fortes qu’ils tinrent à organiser au préalable une représentation privée. ».
Ce drame fit pleurer autant que le Déserteur de Monsigny. Madame Dugazon assura une partie du succès dans le rôle-titre : « c’était M. de Vivetières  qui avait fait les paroles, M. Dalayrac  la musique et Mme Dugazon  qui avait fait la pièce. ». La folie de Nina est jugée décrite avec réalisme mais, selon Félix Clément, seul un air s’en détacherait vraiment : « Quand le bien-aimé reviendra ». Pourtant, cet opéra fut considéré par d’autres comme un chef-d’œuvre et la pièce la plus puissante de Dalayrac. Dans la Biographie universelle, Delaulnaye écrit : « Avec quel art il a su saisir les intonations incertaines et peu liées du délire ! Sa romance, par un chant simple et vrai, peint l'espoir déçu d'une amante, et nous fait partager sa douleur. Cette musette si champêtre, qui rappelle à la raison la malheureuse Nina, et dont les cordes principales se retrouvent dans un chant bachique, est une des plus fortes preuves de la puissance du rythme sur la mélodie. ». De son côté Thurner témoigne qu'« Un enthousiasme indescriptible accueillit Nina ; la mode s’empara du nom de la pauvre folle : il y eut des coiffures à la Nina, des manteaux à la Nina , etc. , etc. Ce fut un délire, une frénésie. ».

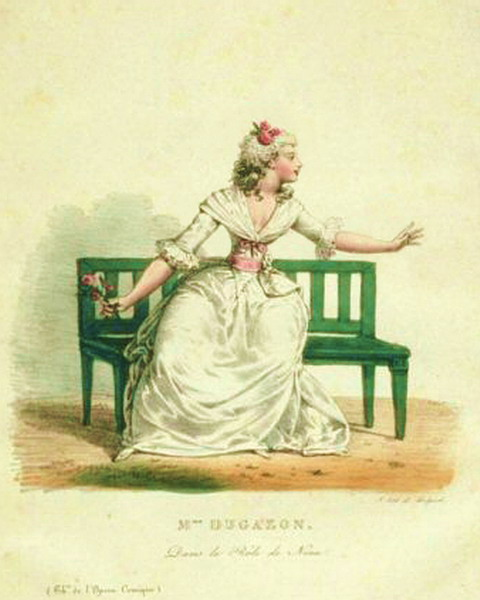
Madame Dugazon dans le rôle de Nina, vers 1786
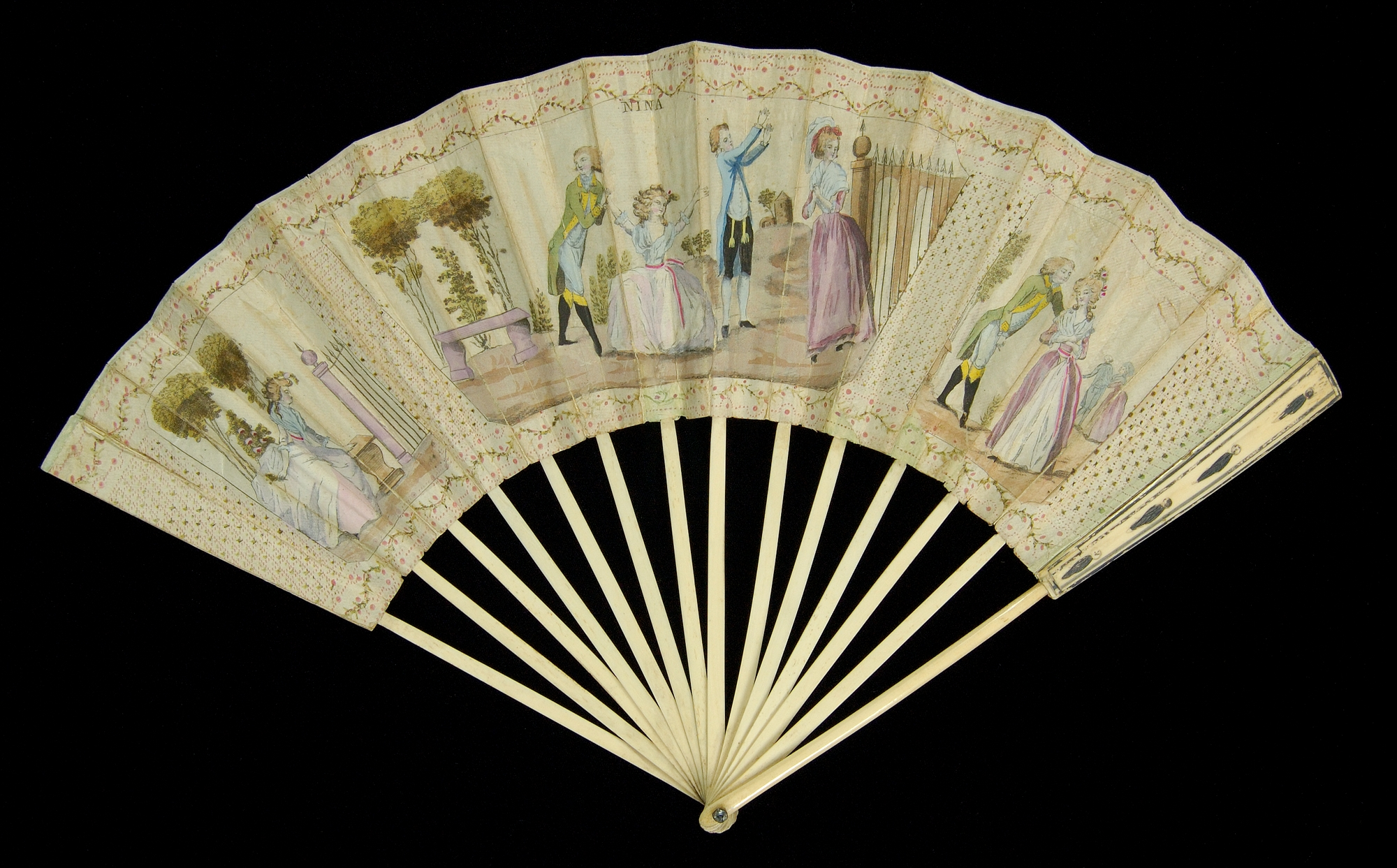
Éventail présentant une scène de Nina ou la Folle par amour, avec, au verso, les paroles de Quand le bien aimé reviendra, le plus célèbre air de l'opéra, fin des années 1780

## Adaptations
Louis Milon (pour les paroles) et Louis-Luc Persuis (pour la musique) remanièrent par la suite Nina pour en faire un ballet-pantomime. S’y illustra la ballerine Émilie Bigottini. Hector Berlioz raconte dans ses Mémoires qu’il assista à l’un de ces ballets et reconnut avec ravissement l’air d’un cantique chanté à sa première communion (« Quand le bien-aimé reviendra ») joué par le cor anglais de Gustave Vogt.
La Pazza d’amore  en est la traduction italienne par Giuseppe Carpani, surtout remarquée car elle a été mise en musique par Giovanni Paisiello, créé le 25 juin 1789 au Palais de Caserte. On se partagea en deux camps pour deux œuvres qui ne sont pas véritablement comparables.

## Dans la culture populaire
Plusieurs références au titre et au livret de cet opéra sont faites dans le scénario de la saison 4 de la série américaine Stranger Things dont la bande originale contient également l'air « Il mio ben quando verrà » de la version italienne de l'opéra, Nina, O Sia la Pazza Per Amore de Paisiello.